# St. Johannes am Vorderanger
Die katholische Filialkirche St. Johannes am Vorderanger (Johanniskirche) ist ein kleiner barocker Sakralbau in der Altstadt von Landsberg am Lech in Oberbayern. Als Baumeister der ehemaligen Friedhofskirche ist Dominikus Zimmermann überliefert, der auch am Entwurf der Ausstattung beteiligt war. Die Fresken werden Carl Joseph Thalhaimer (Thalheimer) zugeschrieben.

## Geschichte

### Vorgängerkirche
Der Bau der großen gotischen Stadtpfarrkirche zwischen 1458 und 1488 machte die Anlage eines zweiten Friedhofes nötig. Im 15. Jahrhundert war die Bevölkerung der wohlhabenden Grenzstadt rasch angewachsen. Der alte Gottesacker musste durch eine Erweiterung in der Nähe entlastet werden. 1505 kaufte die Stadt deshalb das „Eckhaus am Gäßlin“ (Brudergasse) für 220 rheinische Gulden. Das Haus wurde abgebrochen und an seiner Stelle die neue Friedhofskirche errichtet. Der Hofraum und Garten des Anwesens bot Raum für den „ewigen Gotzacker“. Am 1. Mai 1507 konnte bereits der Hochaltar der Friedhofskirche geweiht werden.
Im Jahr 1565 wurde zusätzlich die Anlage eines „äußeren Friedhofes“ vor der Stadtmauer notwendig, der 1597 eine eigene Kirche erhielt. Der „innere Friedhof“ blieb jedoch weiterhin als Begräbnisplatz der Bürgerschaft in Funktion.
Während der Reformation hatte sich die Stadt teilweise dem neuen Bekenntnis angeschlossen, was unter anderem auf den Einfluss der nahen schwäbischen Reichsstädte zurückzuführen war. Das mächtige Augsburg liegt nur etwa 40 Kilometer nördlich am Lech.
Nach 1575 veranlasste Graf Schwickhart von Helfenstein die Ansiedlung des Jesuitenordens in Landsberg. Zwei Patres lasen wieder die hl. Messe in der Johanniskirche, der so eine wichtige Rolle im Rekatholisierungsprozess der Stadt zukam.
Während des Dreißigjährigen Krieges scheinen nur die Fenster des Kirchleins eingeschlagen worden zu sein. Ab 1693 erneuerte man die Altäre. Hiervon haben sich noch zwei Altarblätter erhalten.

### Barocker Neubau
Im Jahr 1740 wurde die alte Johanneskirche ohne kirchliche Genehmigung unter dem Vorwand der Baufälligkeit abgebrochen. Der 1735 auf das Johannes-Benefizium berufene Geistliche Simon Mayr hatte bereits seit längerem Geld für einen Neubau gesammelt. Der Abbruch musste kurzzeitig gestoppt werden, da das Augsburger Ordinariat einen Finanzierungsnachweis und einen „Riß“ des Nachfolgebaues verlangte. Jedoch setzte sich auch der Stadtrat für das Neubauprojekt ein. 1741 begann daraufhin der Neubau nach Plänen des Landsbergers Dominikus Zimmermann. Die Bauarbeiten verzögerten sich durch den Ausbruch des Österreichischen Erbfolgekrieges. Das bereitgestellte Baumaterial wurde teilweise zur Instandsetzung der städtischen Befestigungsanlagen abgezogen. Erst ab 1750 konnte der Bau weitergeführt werden. 1752 war der Rohbau weitgehend vollendet. Carl Joseph Thalhaimer (Thalheimer) begann anschließend mit der Ausmalung. Noch im gleichen Jahr benedizierte der Stadtpfarrer Johann Karl von Lippert das Gotteshaus. Die Konsekration durch den Augsburger Weihbischof Franz Xaver Adelmann von Adelmannsfelden erfolgte 1754. Die Fertigstellung der Ausstattung zog sich bis 1762 hin.
1867 wurde der Friedhof um St. Johannes aufgelassen. Die Schwestern des nebenan gelegenen Krankenhauses im Bruderhaus nutzten die Kirche anschließend als Hauskapelle. 1890 zog die Spitalverwaltung den letzten Benefiziaten ab und beauftragte den Spitalgeistlichen mit der Betreuung. Danach wurde die Stiftung der Stadtpfarrei zugewiesen.
Eine erste größere Renovierung fand im 19. Jahrhundert statt. Diese Arbeiten sind jedoch archivalisch schlecht belegt. Anlässlich des Landsberger Ruetenfestes wurde 1930/1931 eine grundlegende Sanierung veranlasst. Der einheimische Maler Xaver Schmid renovierte den Innenraum, die Fassaden erhielten neuen Putz. Hierzu wurde der alte Putz vollständig abgeschlagen, um dem durchfeuchteten Mauerwerk Gelegenheit zum Trocknen zu geben.
1955 machten erneute Feuchtigkeitsschäden nochmalige Eingriffe notwendig. 1966 erfolgte eine weitere Innensanierung: die Raumschale wurde nach Befunden des Bayerischen Landesamtes für Denkmalpflege neu gefasst. Die Ostfassade konnte 1977 renoviert werden. 1990 folgte die Instandsetzung der Nordseite.
Die letzte grundlegende Sanierung des Gotteshauses wurde 2002 abgeschlossen. Die Kirche ist seitdem wieder für Gottesdienste und zur Besichtigung geöffnet.

## Beschreibung

### Außenarchitektur
Die Kirche ist in die Flucht der Bürgerhäuser auf der Westseite des Vorderen Angers eingebunden. Die Ostfassade nimmt als Schauseite Rücksicht auf die Höhenentwicklung der umliegenden Bebauung. Das Portal liegt zwischen zwei gekehlten Pilastern, die den Mittelteil durch ihre leichte Schrägstellung risalitartig hervorheben. Darüber öffnet sich ein Fenster mit geschweiftem Schluss. Die Außenkanten werden durch zwei weitere Pilaster akzentuiert, über denen ein kräftiges Traufgesims verläuft. Zwischen den Pilastern belichten zwei weitere Fenster den Innenraum.
Das zentralisierende Langhaus erscheint außen rechteckig. Vor der Nordseite verläuft die schmale Brudergasse. Die Wandfläche wird hier von zwei Fensteröffnungen durchbrochen.
Der eingezogene Chor springt halbrund nach Westen aus. Im Chorscheitel öffnet sich eine Nebentür zum ehemaligen Friedhof. Über dem nördlichen Chorwinkel sitzt ein kleiner Dachreiter (19. Jahrhundert) mit einer Glocke aus der ehemaligen Leonhardikapelle.
Der Kirchenbau besteht durchgängig aus Ziegelmauerwerk, das seit der letzten Sanierung wieder hell gefasst erscheint.

### Innenraum
Im Inneren ist der Grundriss als Oval angelegt. Die Ecken wurden nischenartig ausgerundet, die Wände als Mulden ausgebildet. Acht kräftige Säulen stehen etwas abgerückt vor den Wänden und treten vor den Längswänden zu Doppelsäulen zusammen. Ein weit vortretendes Gesims trägt das ovale Kuppelgewölbe und verleiht dem kleinen Kirchenraum eine beinahe klassizistische Monumentalität. Das Fehlen einer aufwändigen Stuckierung steigert zusätzlich die klassische Raumwirkung.
Das Altarhaus ist als selbständiger Raum vom Langhaus abgesondert. Die Verbindung beider Raumteile wird durch die vorgestellten Säulen verborgen. Durch zwei verdeckte Fensteröffnungen fällt indirektes Licht auf den Hochaltar. Darüber spannt sich eine kreisrunde Scheinkuppel. Das so entstandene Theatrum sacrum gilt als eine reizvolle Schöpfung des bayerischen Rokoko.

## Ausstattung

### Altäre

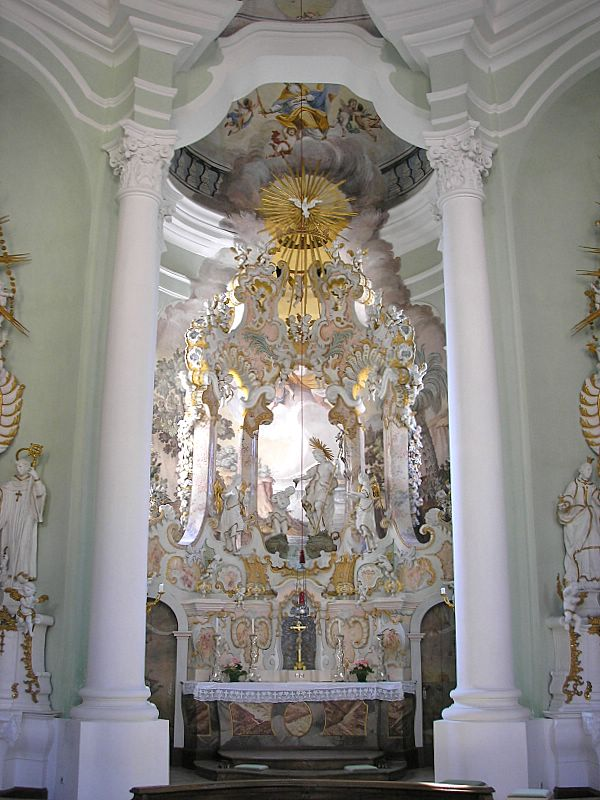
Chor und Hochaltar

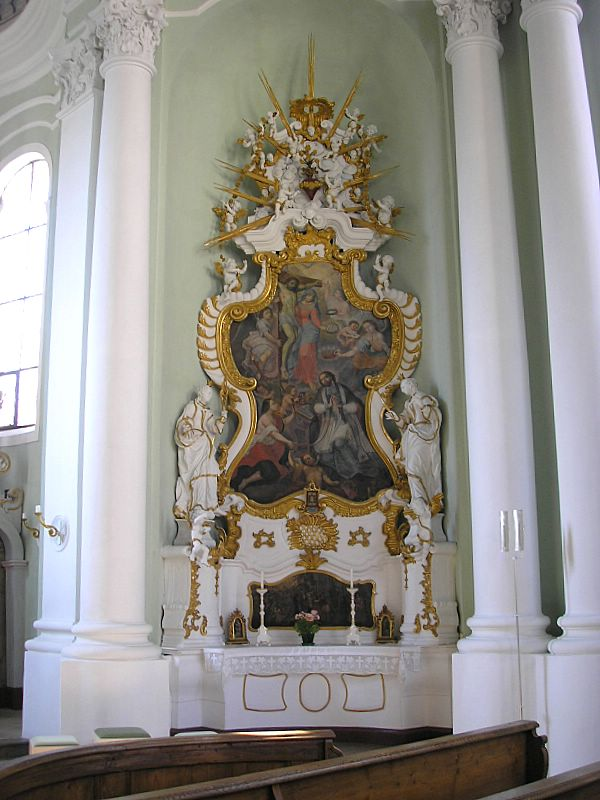
Nördlicher Seitenaltar

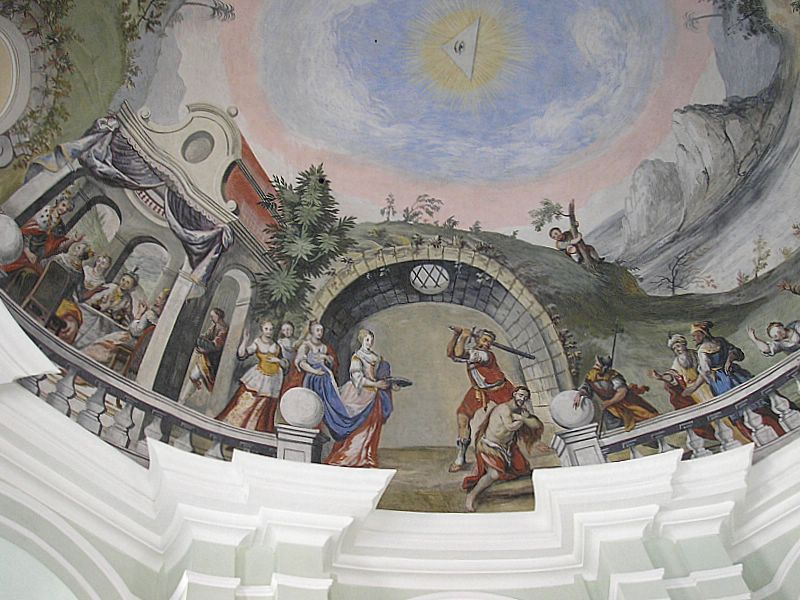
Hauptfresko Enthauptung des hl. Johannes d.T.

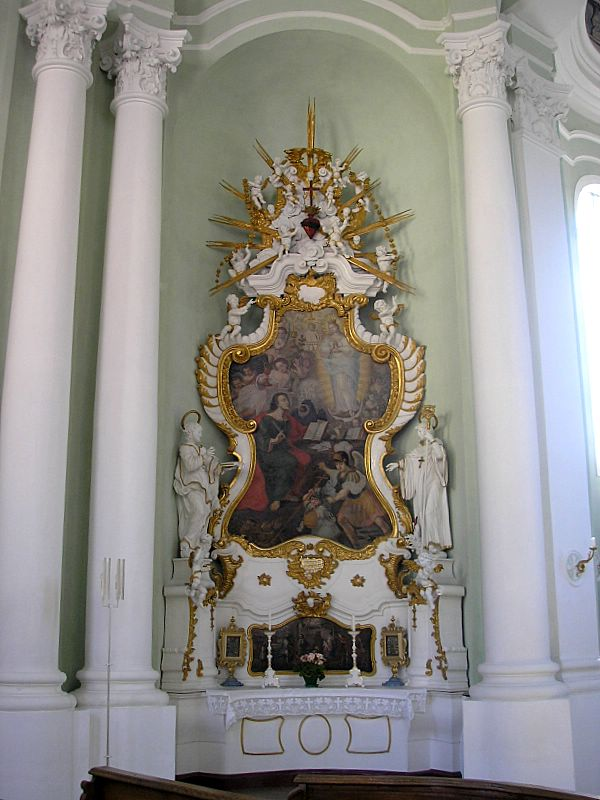
südlicher Seitenaltar

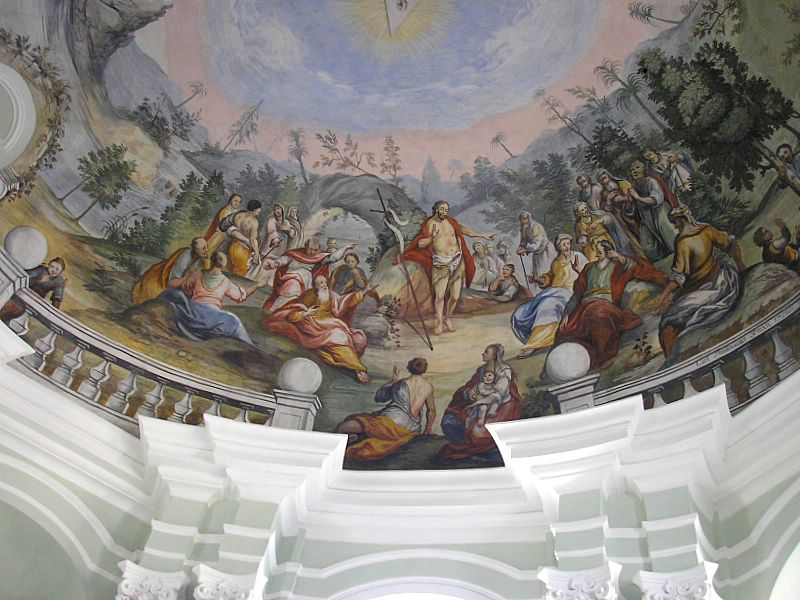
… und die Predigt des Heiligen

Um 1754/55 schuf Nikolaus Schütz (Zuschreibung) den Hochaltar nach einem älteren Entwurf Zimmermanns. Das Gehäuse besteht aus Guss- und Antragsstuck über einem Holzgerüst. Die Bildwerke stammen von Johann Luidl.
Der Aufbau mit seinen vier marmorierten Stuckpfeilern präsentiert sich als „gebaute Rocaille“. Das Grundgerüst aus symmetrischem Bandelwerk wurde phantasievoll in Rocaillen, Flammen- und Muschelformen aufgelöst. Im Mittelpunkt steht die Figurengruppe der Taufe Christi im Jordan. Die zugehörige Flusslandschaft ist auf die Rückwand gemalt.
Die beiden Seitenaltäre (nach 1755) aus der Luidl-Werkstatt gehen wohl ebenfalls auf Entwürfe Zimmermanns zurück. Sie stehen in den westlichen Nischen des Langhauses. Sie folgen dem System des Hauptaltares der Anna-Kapelle in Buxheim (1738/39). Die geschweiften Aufbauten erheben sich über geschwungenen Mensen. Die Auszüge sind reich mit Putten und Strahlenglorien verziert. Wie der Hochaltar sind auch die Nebenaltäre in Weiß und Gold gefasst. Die Altarblätter malte Franz Anton Anwander. Der Südaltar ist dem Evangelisten Johannes geweiht, der nördliche dem hl. Johannes Nepomuk gewidmet.
Der Nebenaltar des hl. Sebastian unter dem Nordfenster stammt wohl gleichfalls aus der Luidl-Werkstatt. Eine reiche Rocaille-Rahmung umschließt ein älteres Sebastiansbild (vor 1700). Der Heilige ist als Halbfigur nach der Pfeilmarter dargestellt.

### Fresken
Das große Hauptbild im Langhaus schildert Episoden aus dem Leben des hl. Johannes. Zu erkennen sind die Predigt und die Enthauptung des Heiligen. Die Szenen spielen sich hinter gemalten Balustraden ab. An der nordöstlichen Balustrade findet sich die Signatur „Carl Thallhaimer Pinxit. 1752“. Das Fresko wurde im 19. Jahrhundert stark übermalt, während der jüngsten Sanierung aber gut restauriert.
Auch die Malereien der Chorkuppel werden meist dem Landsberger Meister Carl Joseph Thalhaimer zugeschrieben, was nicht bewiesen werden kann.
Über einer Balustrade thront Gottvater in den Wolken, seitlich schweben Engel. Die Darstellungen sind malerisch und kompositorisch wesentlich schwächer ausgeführt, als die darunter liegenden Bilder der Altarrückwand. Diese Flusslandschaft mit ihrer exotischen Fauna ist weitgehend unversehrt erhalten und wurde sicherlich von einem anderen Meister ausgeführt. Die emblematischen Darstellungen auf den beiden Türen der Altardurchgänge stammen wahrscheinlich ebenfalls von diesem Künstler.

### Sonstige Ausstattung
In den östlichen Raumnischen hängen die beiden ehemaligen Seitenaltarblätter der Vorgängerkirche. Die Ölbilder auf Leinwand entstanden um 1702 und stammen wahrscheinlich von Johann Jakob Pottmayer (Landsberg). Die Gemälde sind als Pendants angelegt. Auf dem Nordbild schwebt der hl. Castulus in den Wolken. Darunter erscheinen der Diözesanpatron Ulrich, der hl. Gregor und der hl. Blasius. Im Süden ist die hl. Afra mit den hll. Elisabeth, Ursula und Apollonia abgebildet.
Das originale Gestühl geht wohl auf einen Entwurf Zimmermanns zurück. Es besteht aus Nadelholz mit eichenen Wangen, die reiche Rocailleschnitzereien tragen. Die Brüstungsfelder sind aus furniertem und intarsiertem Nussbaum gearbeitet.
An der Südwand hängt ein spätgotisches Kruzifix der Zeit um 1490/1500. Die trauernde Maria unter dem Kreuz schuf Lorenz Luidl Ende des. 17. Jahrhunderts.